# Lazarevo
Lazarevo (izvirno srbsko Лазарево; madžarsko Lázárföld, nemško Lazarfeld) je naselje v Srbiji, ki upravno spada pod Občino Zrenjanin; slednja pa je del Srednjebanatskega upravnega okraja.

## Demografija
V naselju živi 2691 polnoletnih prebivalcev, pri čemer je njihova povprečna starost 40,4 let (38,8 pri moških in 41,9 pri ženskah). Naselje ima 1079 gospodinjstev, pri čemer je povprečno število članov na gospodinjstvo 3,07.
To naselje je, glede na rezultate popisa iz leta 2002, večinoma srbsko, a v času zadnjih treh popisov je opazno zmanjšanje števila prebivalcev.
|  |

| Demografija | Demografija     | Demografija     |
| Leto        | Št. prebivalcev | Št. prebivalcev |
| ----------- | --------------- | --------------- |
|             |                 |                 |
|             |                 |                 |
|             |                 |                 |
|             |                 |                 |
| 1948        | 2499            |                 |
| 1953        | 2836            |                 |
| 1961        | 3313            |                 |
| 1971        | 3430            |                 |
| 1981        | 3480            |                 |
| 1991        | 3450            | 3406            |
| 2002        | 3356            | 3308            |
|             |                 |                 |

| Etnična sestava po popisu iz leta 2002 | Etnična sestava po popisu iz leta 2002 | Etnična sestava po popisu iz leta 2002 | Etnična sestava po popisu iz leta 2002 | Etnična sestava po popisu iz leta 2002 |
| -------------------------------------- | -------------------------------------- | -------------------------------------- | -------------------------------------- | -------------------------------------- |
| Srbi                                   | Srbi                                   |                                        | 3.135                                  | 94,77%                                 |
| Jugoslovani                            | Jugoslovani                            |                                        | 52                                     | 1,57%                                  |
| Madžari                                | Madžari                                |                                        | 40                                     | 1,20%                                  |
| Hrvati                                 | Hrvati                                 |                                        | 16                                     | 0,48%                                  |
| Makedonci                              | Makedonci                              |                                        | 6                                      | 0,18%                                  |
| Romi                                   | Romi                                   |                                        | 4                                      | 0,12%                                  |
| Črnogorci                              | Črnogorci                              |                                        | 3                                      | 0,09%                                  |
| Romuni                                 | Romuni                                 |                                        | 2                                      | 0,06%                                  |
| Rusini                                 | Rusini                                 |                                        | 1                                      | 0,03%                                  |
| Nemci                                  | Nemci                                  |                                        | 1                                      | 0,03%                                  |
| Neznano                                | Neznano                                |                                        | 12                                     | 0,36%                                  |